# Trocundo
Flavio Appallio Illo Trocundo (latino: Flavius Appallius Illus Trocundus; greco: Τρὁκονδος; ... – 485) fu un generale dell'impero romano d'Oriente, coinvolto nell'ascesa e caduta dell'imperatore Basilisco e ribellatosi contro l'imperatore Zenone.
Era fratello di Illo, un altro generale bizantino; entrambi erano originari dell'Isauria.

## Tradimento di Basilisco

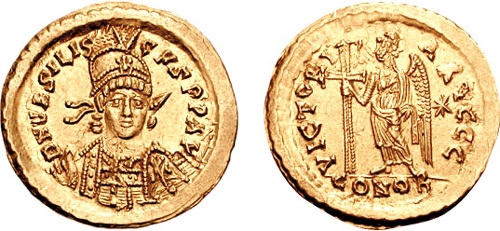
Solido coniato per l'imperatore Basilisco, fratello dell'imperatrice Verina, vedova dell'imperatore Leone I. Basilisco salì al trono detronizzando, nel 475, il legittimo imperatore Zenone, ma, alienatosi il sostegno del senato e dell'esercito, fu deposto da Zenone, dopo il tradimento dei generali Armazio, Illo e Trocundo.

L'imperatore di origine isaurica Zenone era stato deposto da Basilisco (475), fratello dell'imperatrice Verina, vedova di Leone I. Zenone, scacciato da Costantinopoli, si rifugiò nelle montagne isauriche, ma Basilisco gli mandò contro Illo e Trocundo, i quali sconfissero l'ex-imperatore nel luglio 476 e lo bloccarono su di una collina chiamata "Costantinopoli" dalle popolazioni locali.
Durante il blocco, Trocundo e Illo vennero istigati dal Senato di Costantinopoli a tradire Basilisco, in quanto quest'ultimo si era alienato il sostegno dell'aristocrazia e della chiesa della capitale; gli stessi Illo e Trocundo avevano di che lamentarsi del nuovo imperatore, che pure avevano sostenuto al momento del colpo di Stato, in quanto Basilisco aveva permesso alla popolazione della capitale di massacrare tutti gli isaurici che non avevano lasciato la città con Zenone. Inoltre Illo e Trocundo avevano catturato il fratello di Zenone, Longino, e tenendolo come ostaggio avevano ragione di credersi in possesso di uno strumento di controllo dell'ex-imperatore, nel caso questi fosse ritornato al potere.
I due generali isaurici avevano dunque tutte le ragioni per accettare le promesse e i doni dell'ex-imperatore loro conterraneo: decisero quindi di tradire Basilisco e, mentre Illo marciò assieme alle forze di Zenone su Costantinopoli, dove Basilisco fu deposto e ucciso (476), Trocundo si recò a prendere possesso dell'importante città di Antiochia.

## Rivolta contro Zenone
Illo e Trocundo furono tra i più convinti sostenitori di Zenone: nel 479 circa, Trocundo sconfisse e catturò Marciano, figlio dell'Imperatore romano d'Occidente Antemio e già rivoltatosi una prima volta contro Zenone, nei pressi di Ancyra. I due fratelli ricevettero molti onori dall'imperatore: Trocondo fu console nel 482, il fratello fu console e patricius.
Ma, a causa dell'ostilità di Verina, i rapporti tra l'imperatore e i due generali degenerarono, e Illo e Trocundo lasciarono Costantinopoli per l'Asia Minore: qui, nel 483 o 484, si ribellarono contro Zenone, elevando al trono l'usurpatore Leonzio, un siriano e un ufficiale di ottima reputazione.
I ribelli vennero sconfitti dall'esercito di Zenone, composto da Romani e Ostrogoti e guidato da Giovanni Scita e Teodorico l'Amalo (all'epoca console), vicino Antiochia. Leonzio, Illo e Trocundo furono costretti a rinchiudersi nella fortezza di Papurio, assediati dall'esercito di Zenone: Trocundo tentò di sfuggire al blocco, con lo scopo di raccogliere un esercito da contrapporre a Zenone, ma fu catturato e ucciso. Leonzio e Illo, ignorando il fato del generale, lo attesero resistendo a Papurius quasi quattro anni, ma poi vennero traditi dal cognato di Trocundo, che era stato inviato da Costantinopoli a quello scopo, catturari e decapitati (488).